# آیفون ۱۳
آیفون ۱۳ و آیفون ۱۳ مینی تلفن‌های هوشمندی هستند که توسط شرکت اپل طراحی شده، توسعه یافته و به بازار عرضه شده‌اند. این دو گوشی، تلفن‌های هوشمند نسل پانزدهم و ارزان‌قیمت‌تر از آیفون بوده و جانشین مدل‌های آیفون ۱۲ و آیفون ۱۲ مینی هستند. این دو مدل در ۱۴ سپتامبر ۲۰۲۱ در یکی از رویدادهای ویژهٔ اپل در اپل پارک واقع در کوپرتینو، کالیفرنیا همراه با دو مدل سطح بالاتر یعنی مدل‌های پرچم‌دار آیفون ۱۳ پرو و آیفون ۱۳ پرو مکس رونمایی شدند. پیش‌فروش آیفون ۱۳ و ۱۳ مینی از ۱۷ سپتامبر ۲۰۲۱ آغاز شد و توزیع این تلفن همراه از ۲۴ سپتامبر ۲۰۲۱ انجام گرفت.

## تاریخچه
آیفون ۱۳ و آیفون ۱۳ مینی به‌طور رسمی در کنار نسل نهم آی‌پد، نسل ششم آی‌پد مینی، اپل واچ سری ۷، آیفون ۱۳ پرو و آیفون ۱۳ پرو مکس در ۱۴ سپتامبر ۲۰۲۱ و در یکی از رویدادهای ویژهٔ اپل در اپل پارک واقع در کوپرتینو، کالیفرنیا معرفی شدند. پیش‌فروش این گوشی‌ها در ۱۷ سپتامبر ۲۰۲۱ ساعت ۵ صبح به زمان اقیانوس آرام آغاز شد. قیمت آیفون ۱۳ و آیفون ۱۳ مینی نسبت به نسل قبلی بدون تغییر مانده و ۶۹۹ دلار آمریکا برای مدل ۱۲۸ گیگابایت آیفون ۱۳ مینی و ۷۹۹ دلار آمریکا برای مدل ۱۲۸ گیگابایت آیفون ۱۳ است.

## طراحی

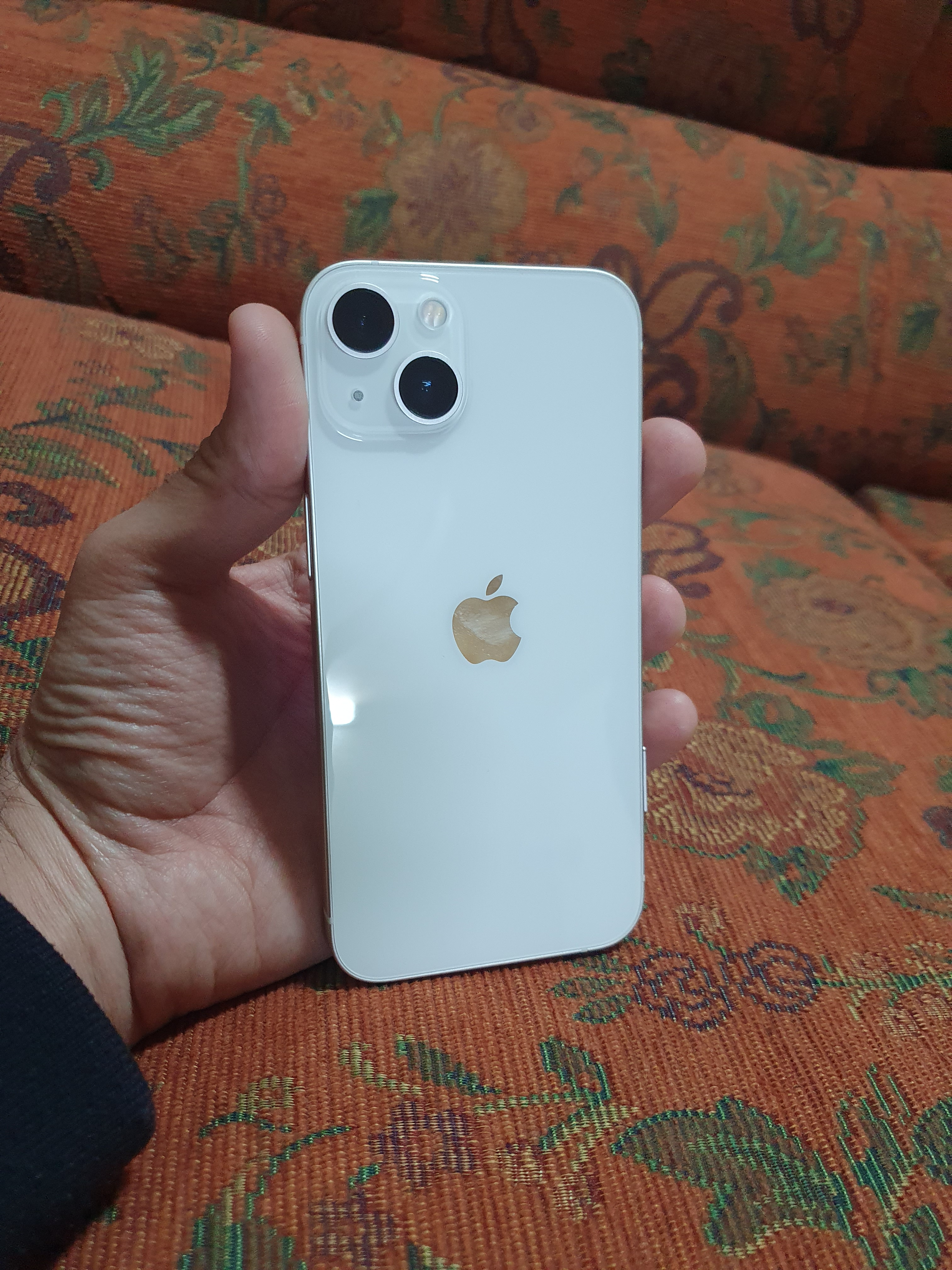
آیفون ۱۳ در رنگ سفید

طراحی آیفون ۱۳ تا حد زیادی شبیه به مدل پیشین خود، آیفون ۱۲ است و دارای یک شاسی تخت (مشابه محصولات اخیر اپل) است؛ با این حال لنزهای دوربین پشتی آن نسبت به قبل بزرگتر شده‌اند و نحوهٔ چینش آن‌ها به‌صورت مورب درآمده‌است. محل قرارگیری فیس آی‌دی و دوربین سلفی یا «ناچ» بالای نمایشگر نیز در آیفون ۱۳، ۲۰ درصد نسبت به آیفون ۱۲ کوچک‌تر و در عین حال بلندتر از مدل‌های قبلی خود است.
آیفون ۱۳ و ۱۳ مینی در شش رنگ مشکی، سفید، قرمز (پروداکت رد)، آبی، صورتی و سبز عرضه می‌شود. اپل از رنگ سیاه آیفون ۱۳ با نام Midnight و از رنگ سفید آن با نام Starlight یاد می‌کند.
در ۸ مارس ۲۰۲۲ و در رویداد ویژهٔ "Peek Performance"، اپل از رنگ سبز آیفون ۱۳ رونمایی کرد. آیفون ۱۳ و ۱۳ مینی سبز رنگ در ۱۱ مارس ۲۰۲۲ پیش‌فروش و در ۱۸ مارس ۲۰۲۲ عرضه شد.
| رنگ | نام        |
| --- | ---------- |
|     | سیاه       |
|     | سفید       |
|     | آبی        |
|     | صورتی      |
|     | سبز        |
|     | پروداکت رد |

## مشخصات

### سخت‌افزار
آیفون ۱۳ و آیفون ۱۳ مینی از سیستم روی یک تراشه ای۱۵ بایونیک طراحی شده توسط اپل استفاده می‌کنند که دارای موتور پردازش عصبی ۱۶ هسته‌ای، واحد پردازش مرکزی (CPU) ۶ هسته‌ای (شامل ۲ هستهٔ پرقدرت و ۴ هستهٔ کم‌مصرف) و واحد پردازش گرافیک (GPU) ۴ هسته‌ای است. آیفون‌های ۱۳ و ۱۳ مینی دارای واحد پردازش گرافیک ۴ هسته‌ای هستند، در حالی که آیفون‌های ۱۳ پرو و ۱۳ پرو مکس دارای پردازنده گرافیکی ۵ هسته‌ای هستند.
آیفون ۱۳ و ۱۳ مینی از باندهای ۵جی بیشتری برای پشتیبانی از حاملان بیشتر، به ویژه در خارج از ایالات متحده استفاده می‌کنند.

#### نمایشگر
آیفون ۱۳ دارای نمایشگر ۶٫۱ اینچ (۱۵ سانتیمتر) با فناوری Super Retina XDR OLED با وضوح ۲۵۳۲ در ۱۱۷۰ پیکسل و تراکم پیکسلی حدود 460 ppi با نرخ تازه‌سازی ۶۰ هرتز (همانند آیفون ۱۲) است ولی نرخ تازه سازی در آیفون ۱۳ پرو و آیفون ۱۳ پرو مکس ۱۲۰ هرتز است. آیفون ۱۳ مینی از نمایشگر ۵٫۴ اینچ (۱۴ سانتیمتر) با همان فناوری و با وضوح ۲۳۴۰ در ۱۰۸۰ پیکسل و تراکم پیکسلی حدود 476 ppi بهره می‌برد.

#### باتری
اپل ادعا می‌کند که شارژدهی آیفون ۱۳ مینی ۱٫۵ ساعت و شارژدهی آیفون ۱۳ ۲٫۵ ساعت از نسل قبلی بیشتر شده‌است. ظرفیت باتری‌های آیفون ۱۳ و ۱۳ مینی هنوز به‌طور دقیق اعلام نشده‌است. آیفون ۱۳ و ۱۳ مینی توانایی شارژ لایتنینگ ۲۰ وات، شارژ چی ۷٫۵ وات و شارژ بی‌سیم مگ‌سیف ۱۵ وات را دارند. همچنین آیفون ۱۳ پرو با باتری ۳۰۹۵ میلی‌آمپری، ۱۳ پرو مکس با باتریی ۴۳۵۲ میلی آپری، آیفون ۱۳ با باتری ۳۲۲۷ میلی‌آمپری و همچنین آیفون ۱۳ مینی با باتری ۲۴۰۶ میلی‌آمپری ارائه شده است.

#### دوربین
آیفون ۱۳ و آیفون ۱۳ مینی ماژول دوربین مشابهی دارند. در پشت آنها یک دوربین دوگانه با دو لنز عریض و فوق‌عریض قرار دارد. برای دوربین اصلی یک لنز عریض ۱۲ مگاپیکسلی با گشودگی دیافراگم ƒ/۱٫۶ استفاده شده‌است و برای دوربین فوق‌عریض نیز یک لنز فوق‌عریض ۱۲ مگاپیکسلی با گشودگی دیافراگم ƒ/۲٫۴ و میدان دید ۱۲۰ درجه استفاده شده‌است. هر دو دوربین دارای تثبیت کننده نوری تغییر سنسور (OIS) هستند.
دوربین‌های آیفون ۱۳ از جدیدترین موتور عکاسی محاسباتی اپل با نام Smart HDR 4 استفاده می‌کنند. کاربران همچنین می‌توانند طیف وسیعی از سبک‌های عکاسی را در حین ضبط از جمله کنتراست غنی، پر جنب و جوش، گرم و سرد انتخاب کنند. اپل می‌گوید که این ویژگی با فیلتر متفاوت است، زیرا در حین ضبط با الگوریتم پردازش تصویر هوشمند عمل می‌کند تا تنظیمات محلی را بر روی یک تصویر اعمال کند.
برنامهٔ دوربین شامل حالت جدیدی به نام Cinematic Mode است که به کاربران اجازه می‌دهد تا بین سوژه‌ها تمرکز کنند و با استفاده از الگوریتم‌های نرم‌افزاری عمق میدان کم ایجاد کنند. این ویژگی در دوربین‌های اصلی و فوق‌عریض با رزولوشن ۱۰۸۰ و با نرخ نوسازی ۳۰ فریم بر ثانیه قرار دارد.

### نرم‌افزار
آیفون ۱۳ و آیفون ۱۳ مینی با آی‌اواس ۱۵ عرضه شدند.

## بازتاب‌ها
برخی از منتقدین طراحی آیفون ۱۳ را مورد انتقاد قرار دادند چرا که به جز نوع چینش دوربین‌ها و ابعاد کوچک‌تر بریدگی نمایشگر فرق دیگری با آیفون ۱۲ نداشت. توانایی شارژ لایتنینگ ۲۰ وات، شارژ چی ۷٫۵ وات و شارژ بی‌سیم مگ‌سیف ۱۵ وات هیچ تفاوتی با آیفون ۱۲ نداشت و این موضوع نیز مورد انتقاد قرار گرفت. برخی از منتقدین معتقد بودند که اپل نمی‌داند چگونه سرعت شارژ آیفون‌ها را بیشتر کند. موضوع دیگری که منتقدین به آن انتقاد داشتند، این بود که نرخ نوسازی نمایشگر در آیفون ۱۳ و ۱۳ مینی برخلاف ۱۳ پرو و ۱۳ پرو مکس ۱۲۰ هرتز نیست و همچنان ۶۰ هرتزی است که حتی در سال ۲۰۲۰ و برای آیفون ۱۲ نیز قدیمی بود.

## قابلیت تعمیر
برخی از قطعات آیفون ۱۳ با مادربرد جفت شده‌اند. اگر یک قطعهٔ جفت شده (مانند نمایشگر و باتری) توسط تعمیرگاه‌های مستقل تعمیر شود، به کاربر هشدار داده می‌شود. حسگرهای فیس آی‌دی نیز پس از تعویض شخص ثالث به‌طور کامل کار نمی‌کنند. گر چه در نسخه‌های بعدی iOS اپل این محدودیت را برگردانده است. تکنسین‌های اپل یک ابزار نرم‌افزاری اختصاصی برای جفت کردن اجزا دارند.